# Elevação do Rio Grande
A Elevação do Rio Grande (ERG), também chamada de Alto do Rio Grande, é um planalto submarino localizado em águas nacionais, a cerca de 680 milhas náuticas do litoral do Brasil. Ocupa uma área de mais de 900 000 km², com profundidades que variam de 600 a 4000 metros, no fundo do Oceano Atlântico. Entre 40 milhões e 45 milhões de anos atrás, a região era uma ilha tropical coberta de vegetação. Desde 2018 o Brasil inclui a região na proposta de extensão de sua plataforma continental.

## História

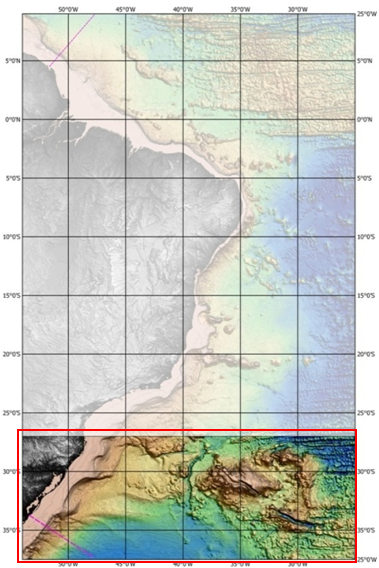
Localização da Elevação do Rio Grande

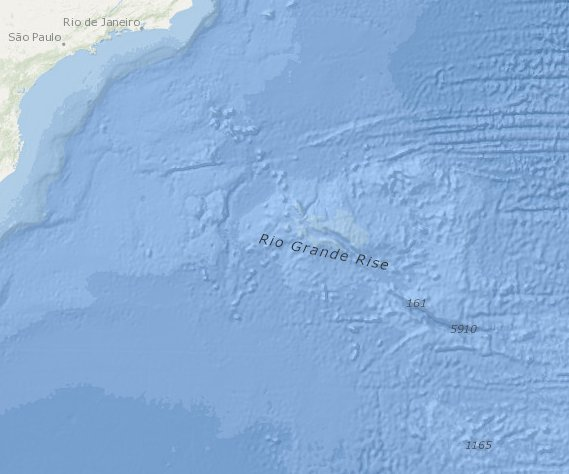
Elevação do Rio Grande (ERG)

Explorações preliminares conduzidas por diversos países, a partir da década de 1970, e pela Comissão Interministerial para os Recursos do Mar (CIRM), a partir de 2009, indicaram a ocorrência de minérios de cobalto, níquel, platina, manganês e terras raras, entre outros.
A existência desses minérios motivou o encaminhamento, em dezembro de 2013, de uma requisição do Brasil à Autoridade Internacional para os Fundos Marinhos (ISA), para exploração dessas riquezas. Em novembro de 2015, foi assinado o respectivo Contrato para Exploração de Crostas Ferromanganesíferas Ricas em Cobalto na ERGl, entre o Brasil e a ISBA, para a exploração de cobalto, níquel, platina, manganês, tálio e telúrio na ERG, em uma área de 3 000 km², dividida em 150 blocos de 20 km² cada. A partir de então, o país tinha 15 anos para completar a fase de exploração e apresentar uma proposta de mineração da região.
A continuidade das pesquisas subsidiaram novos estudos que procuravam estabelecer a ligação geológica do local com o solo brasileiro, visando obter reconhecimento internacional para incorporação ao território nacional, e assim assegurar direitos exclusivos do Brasil às riquezas do local. Segundo os pesquisadores, a Elevação do Rio Grande teria sido formada durante o processo de divisão de Pangeia em Gondwana e Laurásia. Até cerca de 80 milhões de anos, ela ainda estaria unida ao que hoje é a Cadeia de Walvis, na costa ocidental da Namíbia; há cerca de 40 milhões de anos, ela teria começado a submergir devido ao peso da lava liberada pela movimentação das placas tectônicas.
Com base em tais estudos, o Brasil encaminhou à Comissão de Limites da Plataforma Continental (CLPC), em dezembro de 2018, a Submissão Revista Parcial da Região Oriental/Meridional, que incluiu a ERG como extensão de sua plataforma continental. Em dezembro de 2021, o Brasil retirou seu patrocínio ao contrato assinado com a ISA para exploração de crostas cobaltíferas na ERG. Em consequência, o contrato foi extinto e a ERG deixou de ser considerada área internacional sob coordenação da ISA..